# Rhijnvis Feith
Rhijnvis Feith, född (döpt 7 februari) 1753 i Zwolle, död där 8 februari 1824, var en nederländsk skald.
Feith skrev både filosofiska artiklar av populär karaktär och poesi, bland annat de wertheriserande Julia (1783) och Ferdinand en Constancia (1785), diktsamlingarna Oden en gedichten (1796-1814) och sorgespelet Lady Johanna Gray (1791).  År 1824 utgavs Feiths samlade arbeten (elva band); 1896 utkom ett urval.